# Overbetuwe
Overbetuwe (anhörenⓘ) ist eine niederländische Gemeinde der Provinz Gelderland und hatte am 1. Januar 2025 nach Angaben des CBS 48.943 Einwohner.

## Orte
In Overbetuwe, das 2001 aus der Fusion der Gemeinden Elst, Heteren und Valburg entstand, liegen folgende Dörfer (in Klammern die Einwohnerzahl):
- Elst (22.485; Stand: 1. Januar 2024[3]), wo sich die Gemeindeverwaltung befindet
- Zetten (5.220)
- Heteren (5.050)
- Driel (4.380)
- Herveld (3.165)
- Oosterhout (2.685)
- Andelst (1.725)
- Valburg (2.025)
- Randwijk (1.465)
- Slijk-Ewijk (485)

und die kleinen Ortschaften Hemmen (175), Homoet (65) und Loenen (135).

## Lage und Wirtschaft
Die Gemeinde bildet den östlichen Bereich der Landschaft Betuwe zwischen Arnhem und Nijmegen. Die Autobahnen A 15 (Arnhem – Elst – Tiel – Dordrecht – Rotterdam) und A 50 (Arnhem – ’s-Hertogenbosch) durchqueren ihr Gebiet und kreuzen sich bei Valburg.
Der Rhein begrenzt die Gemeinde im Norden und die Waal im Süden; im Rhein befindet sich bei Driel ein Stauwerk. Größere Binnenhäfen hat die Gemeinde nicht.
Elst hat einen Bahnhof an der Strecke Arnhem–Nijmegen und ist Endpunkt der Lokaleisenbahn Elst–Dordrecht.
In den Dörfern, vor allem in Elst, leben viele Pendler, die in Arnhem oder Nijmegen arbeiten.
Die Landwirtschaft und der Gartenbau und Obstbau (Äpfel) sind bedeutend. In Elst steht eine Obstauktion.
Bei Elst stehen Fabriken für chemische Schädlingsbekämpfungsmittel und Süßwaren sowie Großlagerräume von Supermärkten und Drogerien. Die Gemeinde hat außerdem viel Kleingewerbe.

## Geschichte
Das Gebiet der Gemeinde ist die „insula Batavorum“, wo schon in vorchristlicher Zeit die Bataver lebten. Diese bauten an der Stelle, wo sich jetzt die „Große Kirche“ (St. Martini) von Elst befindet, einen Tempel, der 1945 bei archäologischen Grabungen entdeckt wurde. Nach dem Fehlschlagen des Bataveraufstandes gegen die Römer 69 oder 70 nach Chr. wurde dort ein neuer Tempel erbaut. Dieser war 28 × 23 Meter groß; die Cella maß 15 × 13 Meter. Welcher Gottheit der Tempel geweiht war, ist bisher noch unbekannt. Der römische Einfluss im Baustil des Tempels lässt schließen, dass der Neubau in Zusammenarbeit zwischen batavischen Adligen und Römern zustande kam. Wahrscheinlich ist der Tempel bis etwa 400 in Gebrauch gewesen. Ein Modell des Gebäudes wurde in der Großen Kirche aufgestellt. Dies ist einer der wichtigsten Überreste des Altertums in den Niederlanden. Inzwischen wurden 2002 etwa 600 Meter entfernt Spuren eines zweiten römischen Tempels entdeckt. In den Dörfern Driel und Randwijk wird jeweils ein römisches Kastell vermutet.
- Siehe Hauptartikel Kastell Overbetuwe-Driel und Kastell Overbetuwe-Randwijk.

Im 8. Jahrhundert entstand hier eine erste Kirche, die im 15. Jahrhundert schließlich vom heutigen spätgotischen Gotteshaus ersetzt wurde. Die Kirche ist nur vereinzelt nach Verabredung für Gruppen zu besichtigen; Führungen sind nur auf Niederländisch.
Auch in den anderen Dörfern von Overbetuwe wurden Spuren germanischer Siedlungen gefunden, u. a. der Bataver, der Chamaven und der Sachsen.
Das Dorf Driel wird bereits 996 urkundlich erwähnt; das Dorf Heteren 1232. Im Mittelalter wurden sie von „ambtmannen“, Amtmännern, verwaltet. Diese oft adligen Herren waren auch Deichgraf und Richter der Region. Ein „Ambtmanshuis“ steht immer noch in Elst.
Bis heute blieben dies ruhige Bauerndörfer, die im Laufe ihrer langen Geschichte viele Überschwemmungskatastrophen zu erdulden hatten. Im Zweiten Weltkrieg hatte das Gebiet schwer zu leiden; Driel, Heteren und Elst wurden bei der Operation Market Garden im September 1944 stark beschädigt. In Heteren erinnert ein kleines Kriegsmuseum noch daran.
Das Dorf Zetten ist immer ein Zentrum von Kinder- und Pflegeheimen gewesen. Dort gibt es ein kleines Krankenpflegemuseum (NMVV).

## Politik

### Sitzverteilung im Gemeinderat
Der Gemeinderat wird seit der Gemeindegründung folgendermaßen gebildet:
| Partei                        | Sitze a | Sitze a | Sitze a | Sitze a | Sitze a | Sitze a |
| Partei                        | 2000    | 2006    | 2010    | 2014    | 2018    | 2022    |
| ----------------------------- | ------- | ------- | ------- | ------- | ------- | ------- |
| Gemeentebelangen Overbetuwe b | –       | 5       | 5       | 4       | 4       | 8       |
| CDA                           | 7       | 7       | 7       | 13      | 9       | 7       |
| D66                           | 4       | 3       | 5       | 5       | 4       | 3       |
| Burgerbelangen OverBetuwe     | –       | –       | –       | 1       | 2       | 3       |
| VVD                           | 3       | 3       | 5       | 2       | 3       | 3       |
| GroenLinks                    | 2       | 2       | 2       | 2       | 4       | 3       |
| PvdA                          | 3       | 6       | 4       | 1       | 2       | 1       |
| ChristenUnie                  | 1       | 1       | 1       | 1       | 1       | 1       |
| Over-Betuwe Lokaal b          | 3       | –       | –       | –       | –       | –       |
| Dorpslijst Elst b             | 2       | –       | –       | –       | –       | –       |
| Gesamt                        | 25      | 27      | 29      | 29      | 29      | 29      |

Anmerkungen

### Bürgermeister
Seit dem 18. April 2019 ist Patricia Hoytink-Roubos (CDA) amtierende Bürgermeisterin der Gemeinde. Zu ihrem Kollegium zählen die Beigeordneten Jan van Baal (CDA), Wijnte Hol (CDA), Dimitri Horsthuis-Tangelder (Gemeentebelangen Overbetuwe), Rob Engels (VVD) sowie der Gemeindesekretär Christian van den Berg.

## Galerie

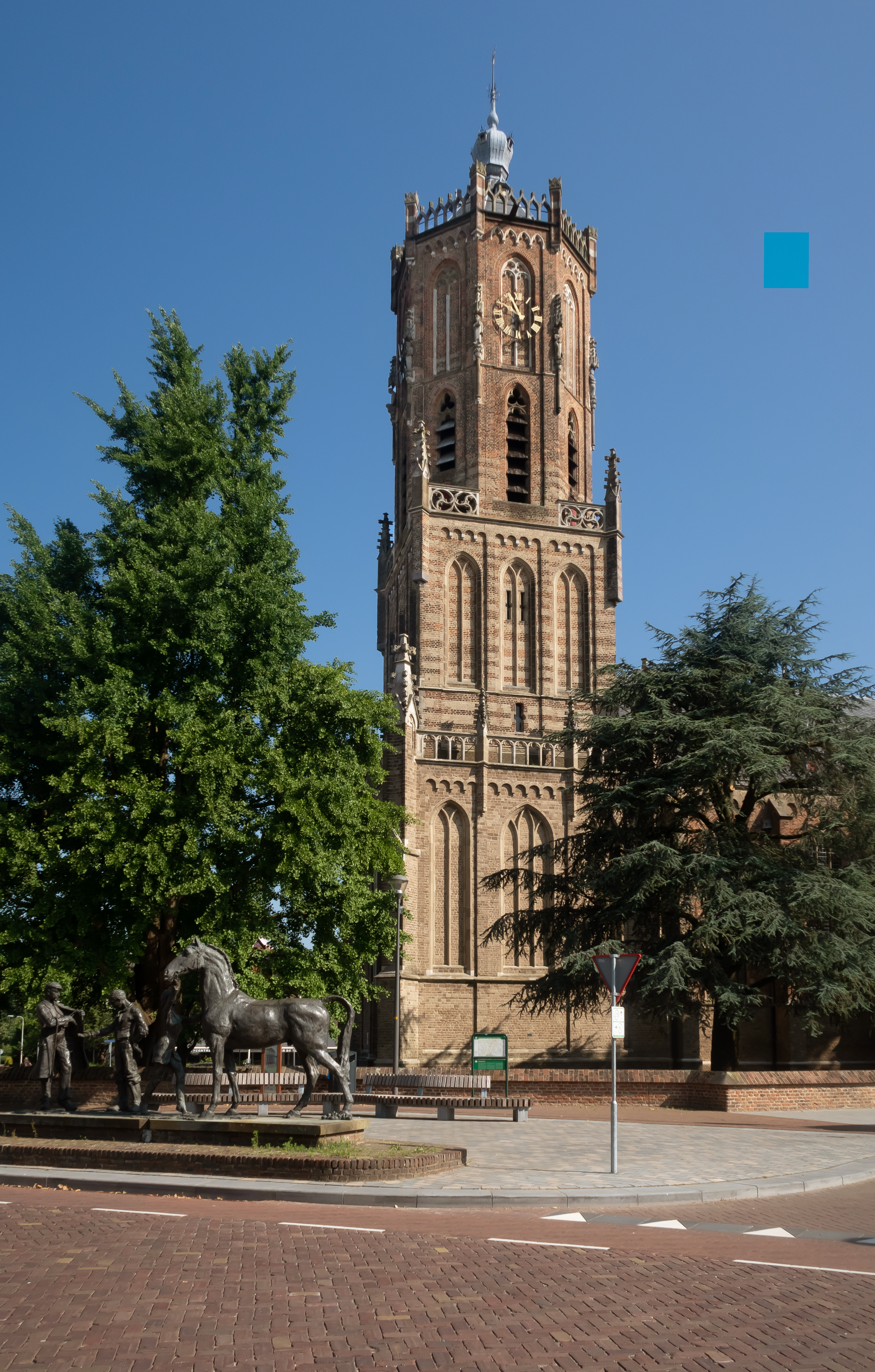
Elst, Kirche: de Grote of Sint Maartenskerk
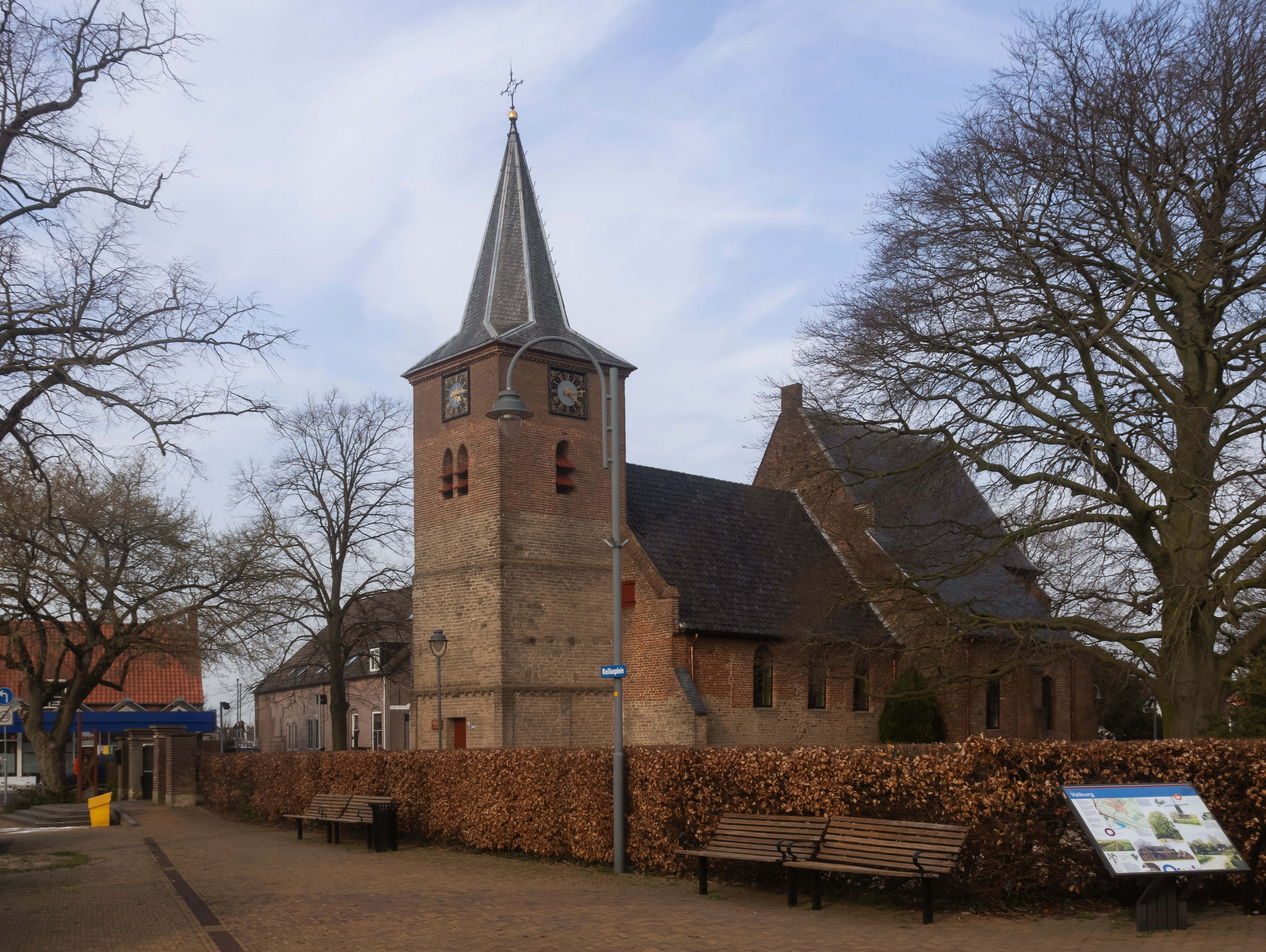
Valburg, reformierte Kir
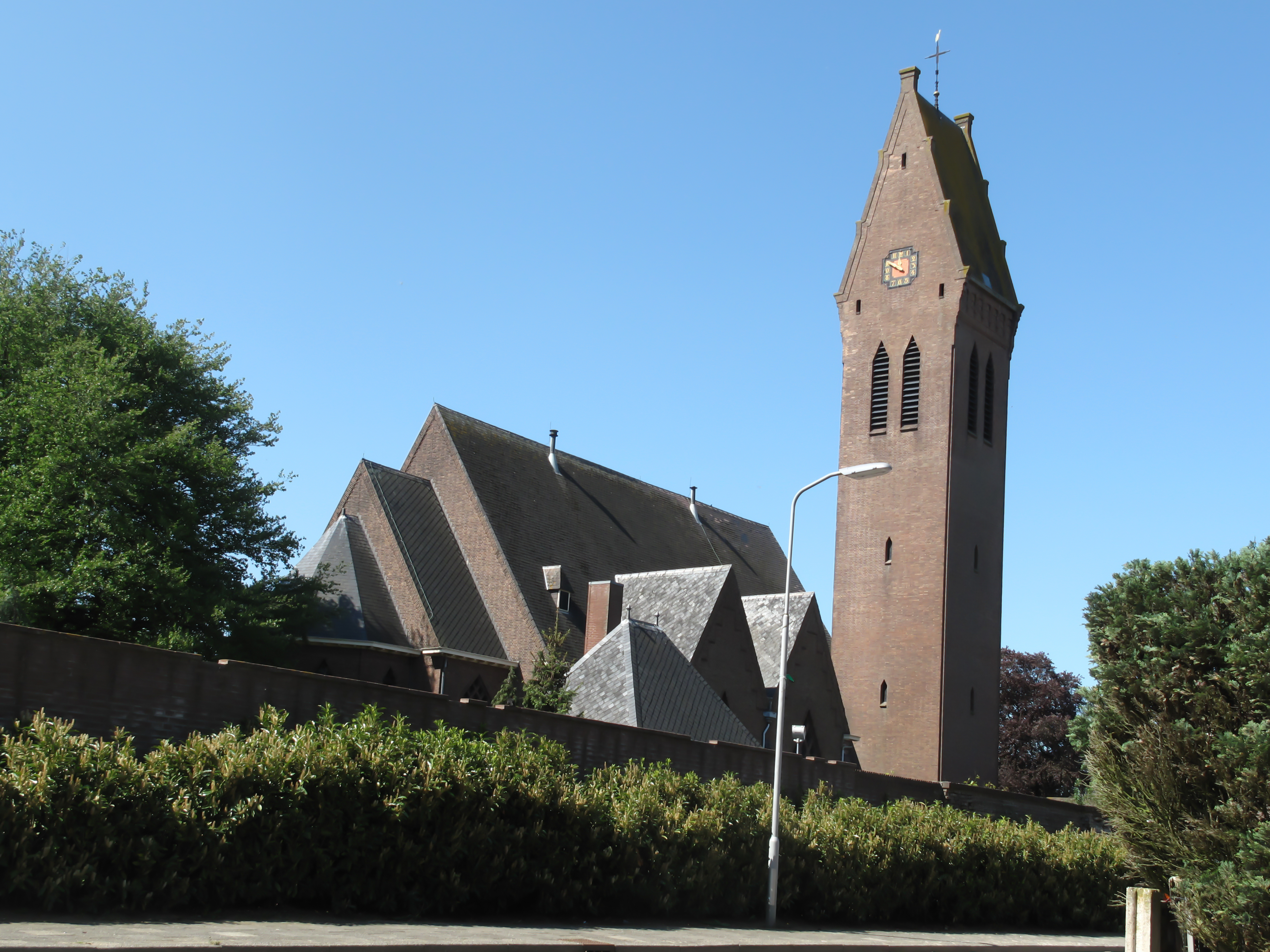
Oosterhout, Kirche
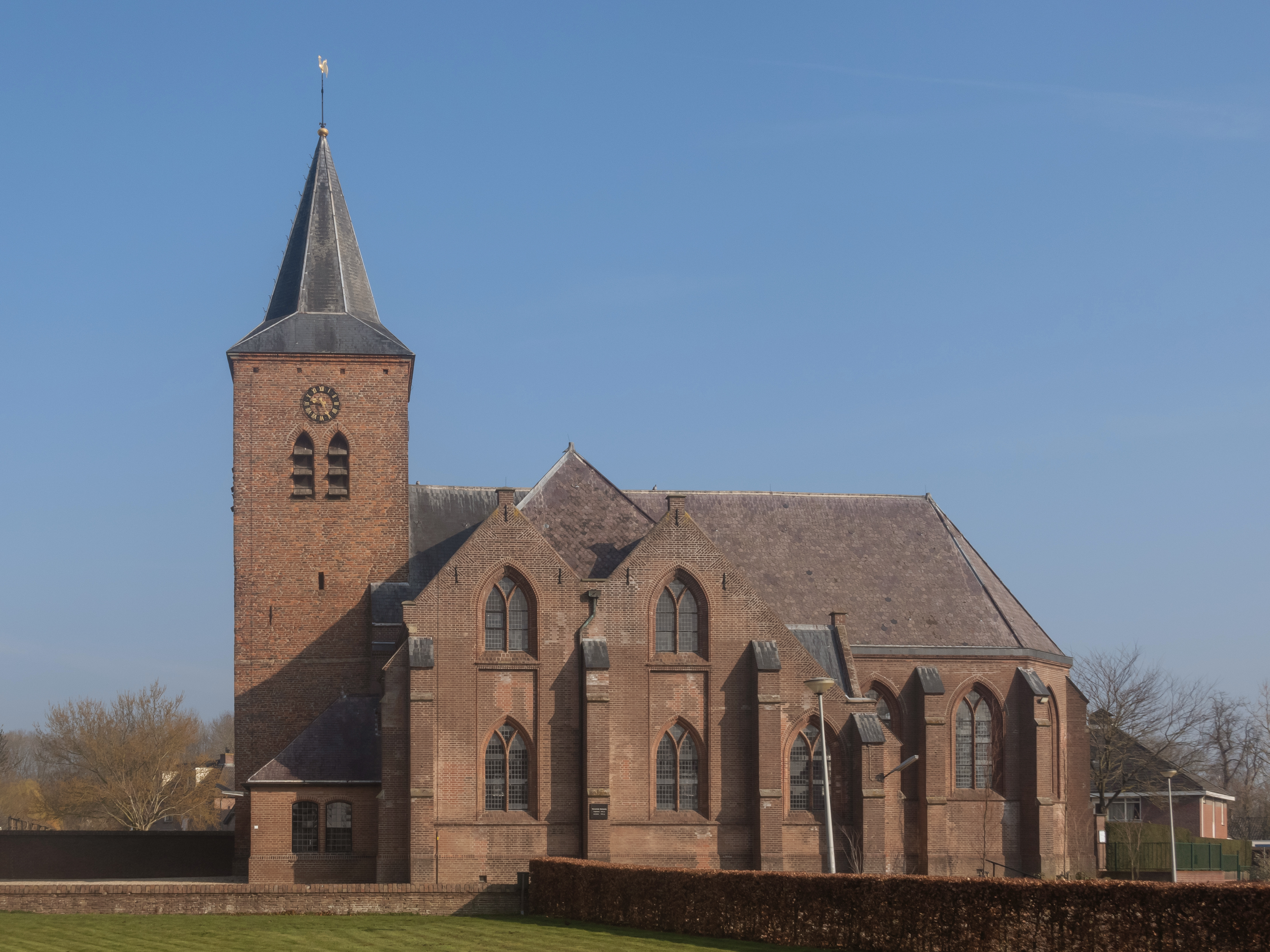
Zetten, die Dorfkirche
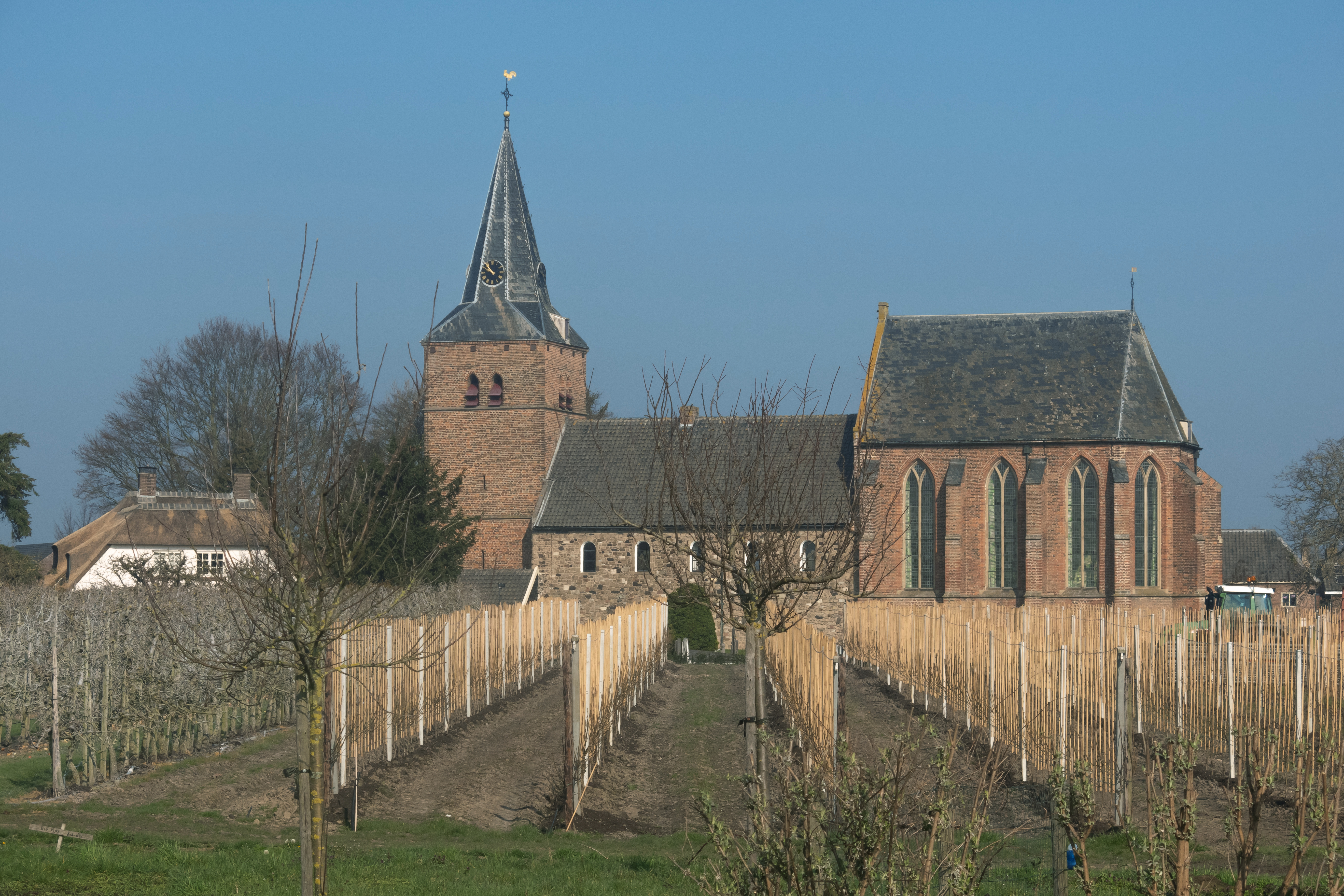
Andelst, reformierte Kirche
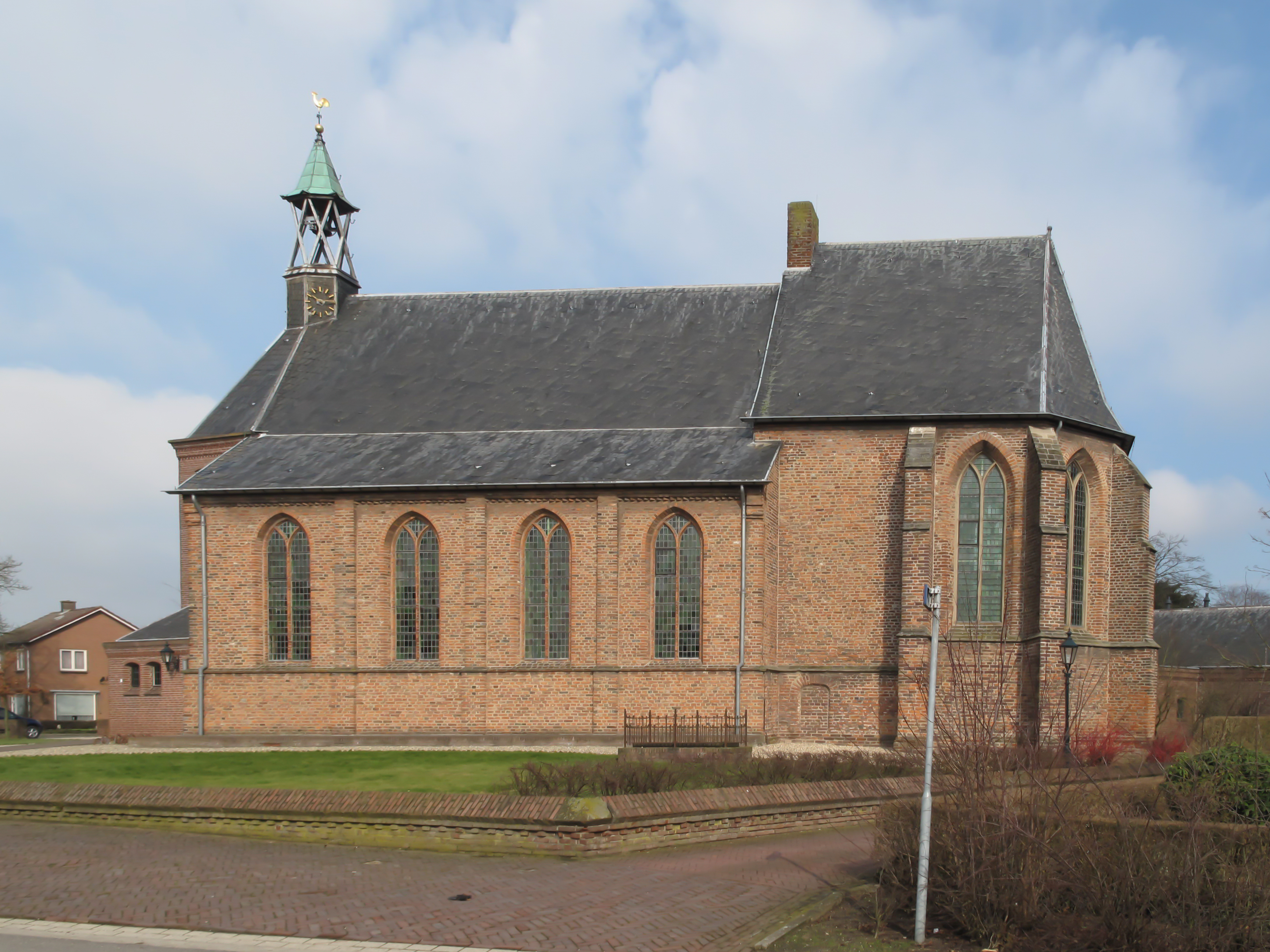
Randwijk, Kirche
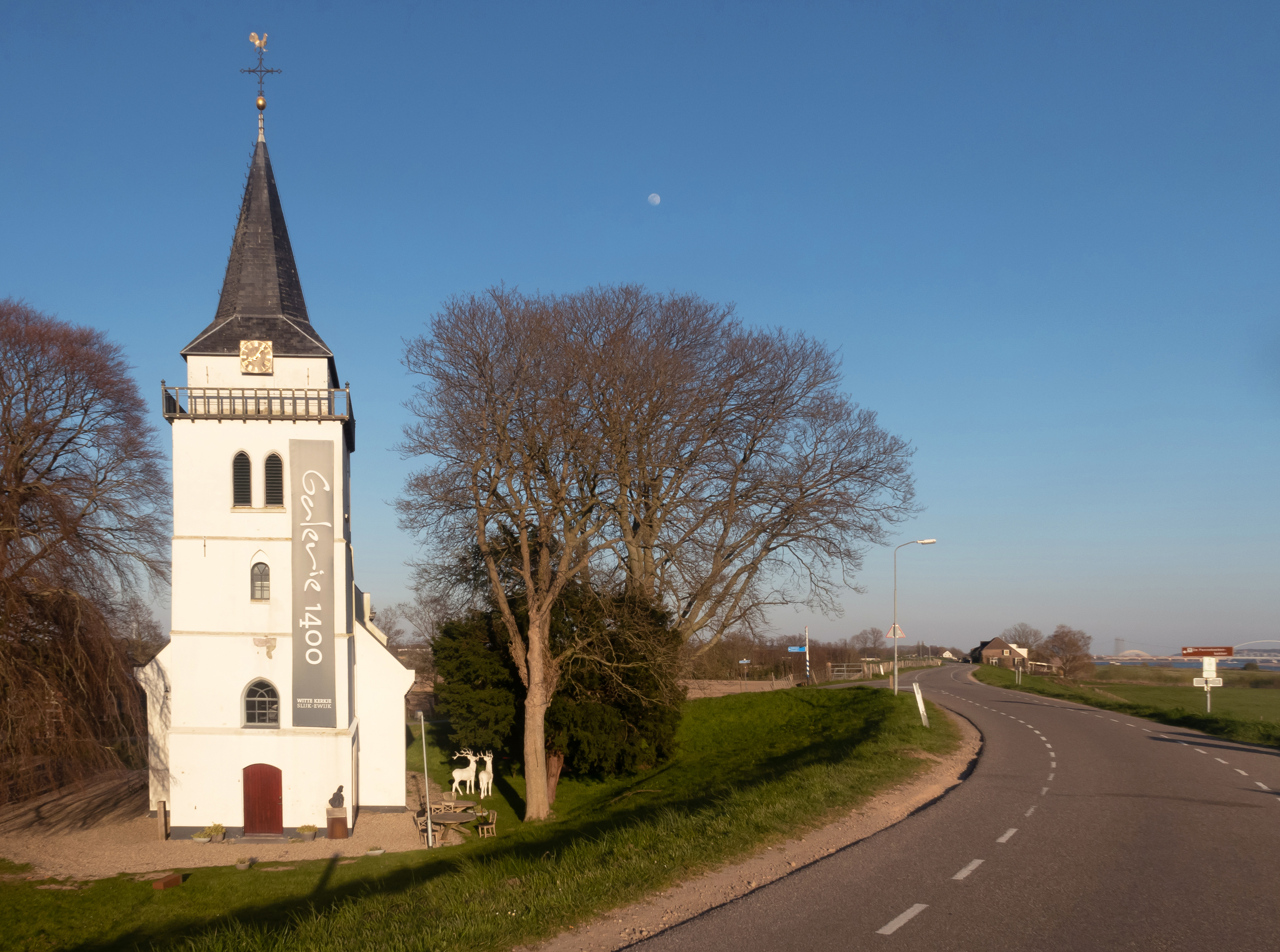
Slijk-Ewijk, Kirche
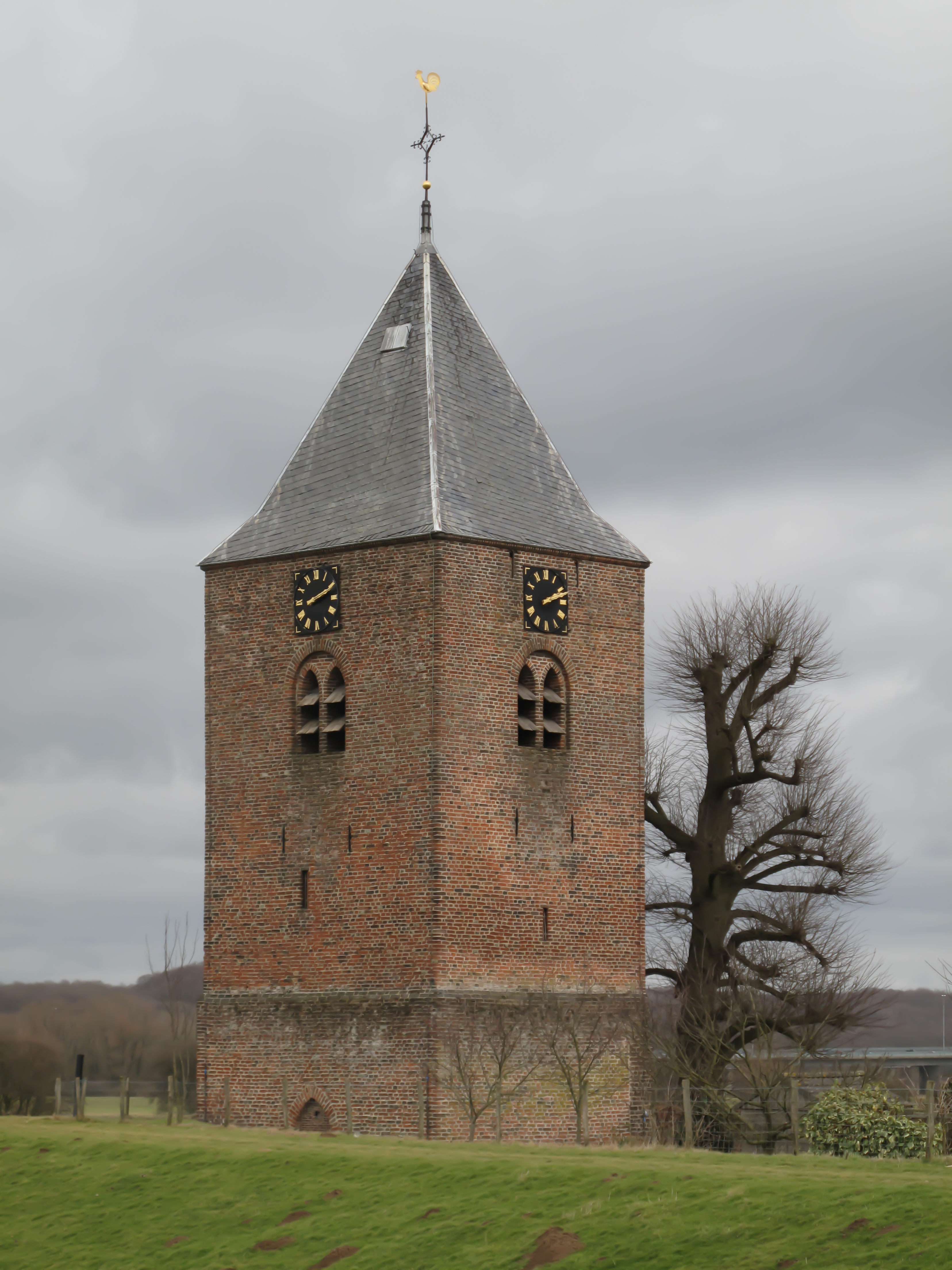
Heteren, Turm nächst Friedhof
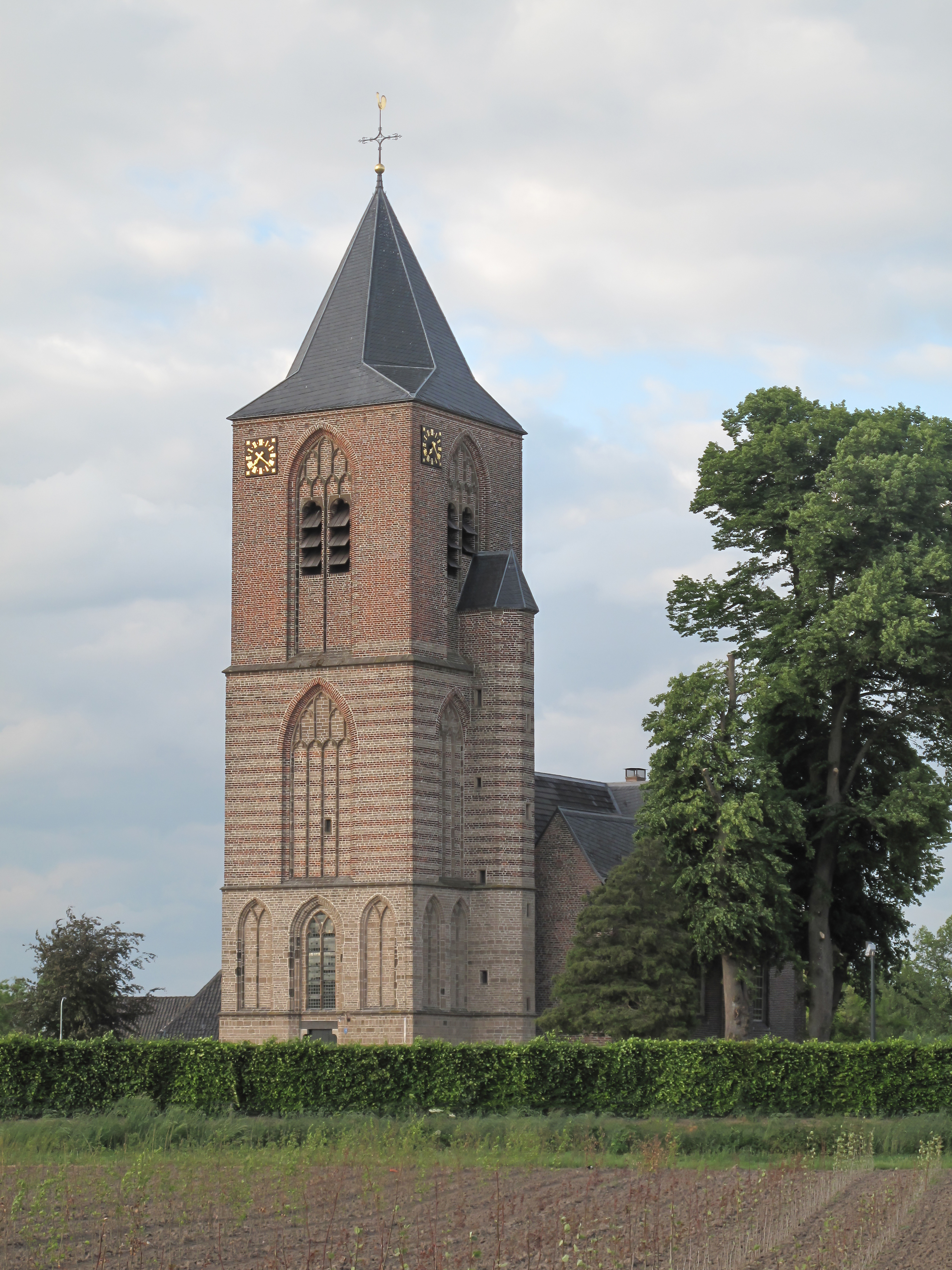
Herveld, die reformische Kirche
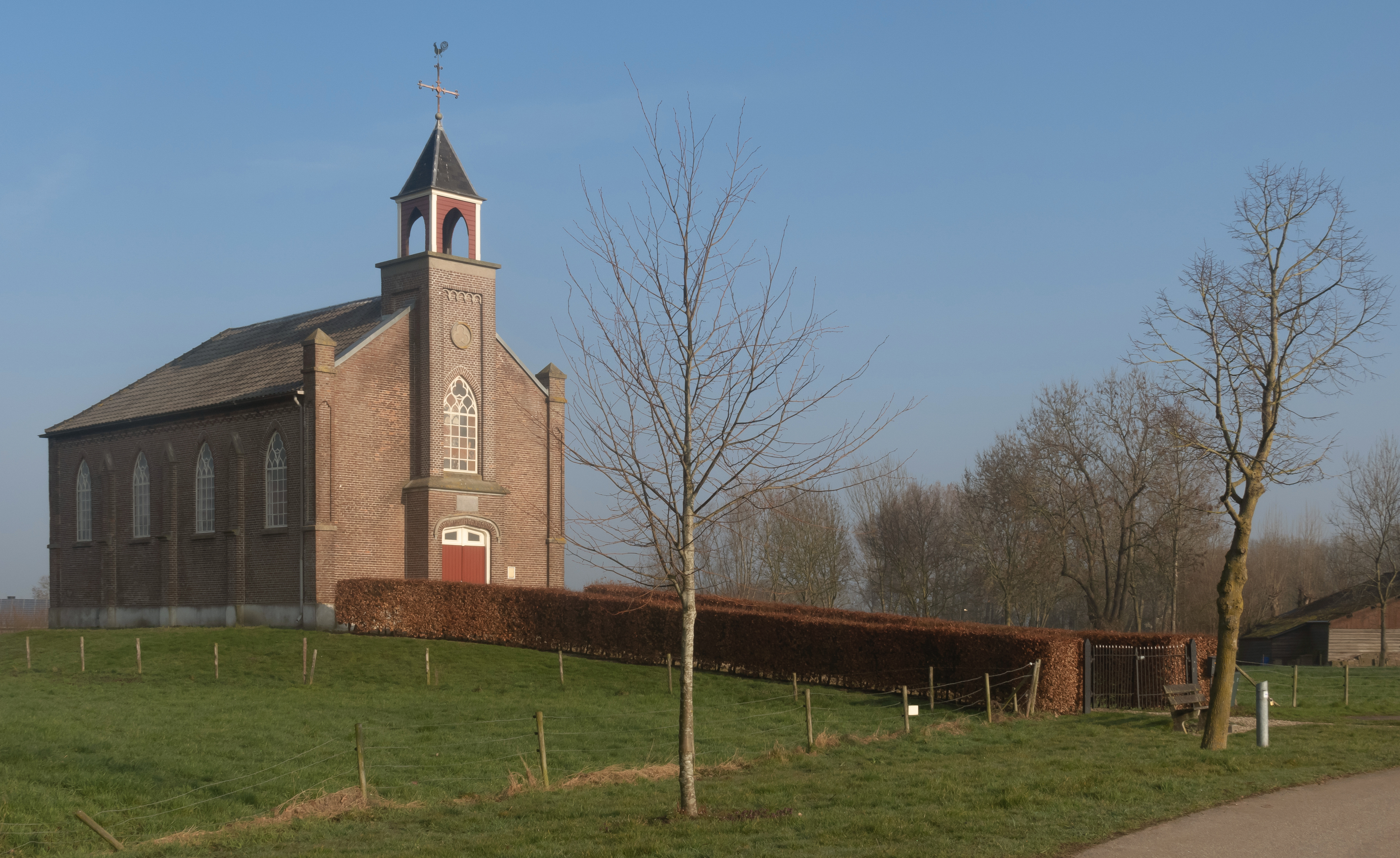
Homoet, Kirche: Nederlands Hervormde Vluchtelingenkerk
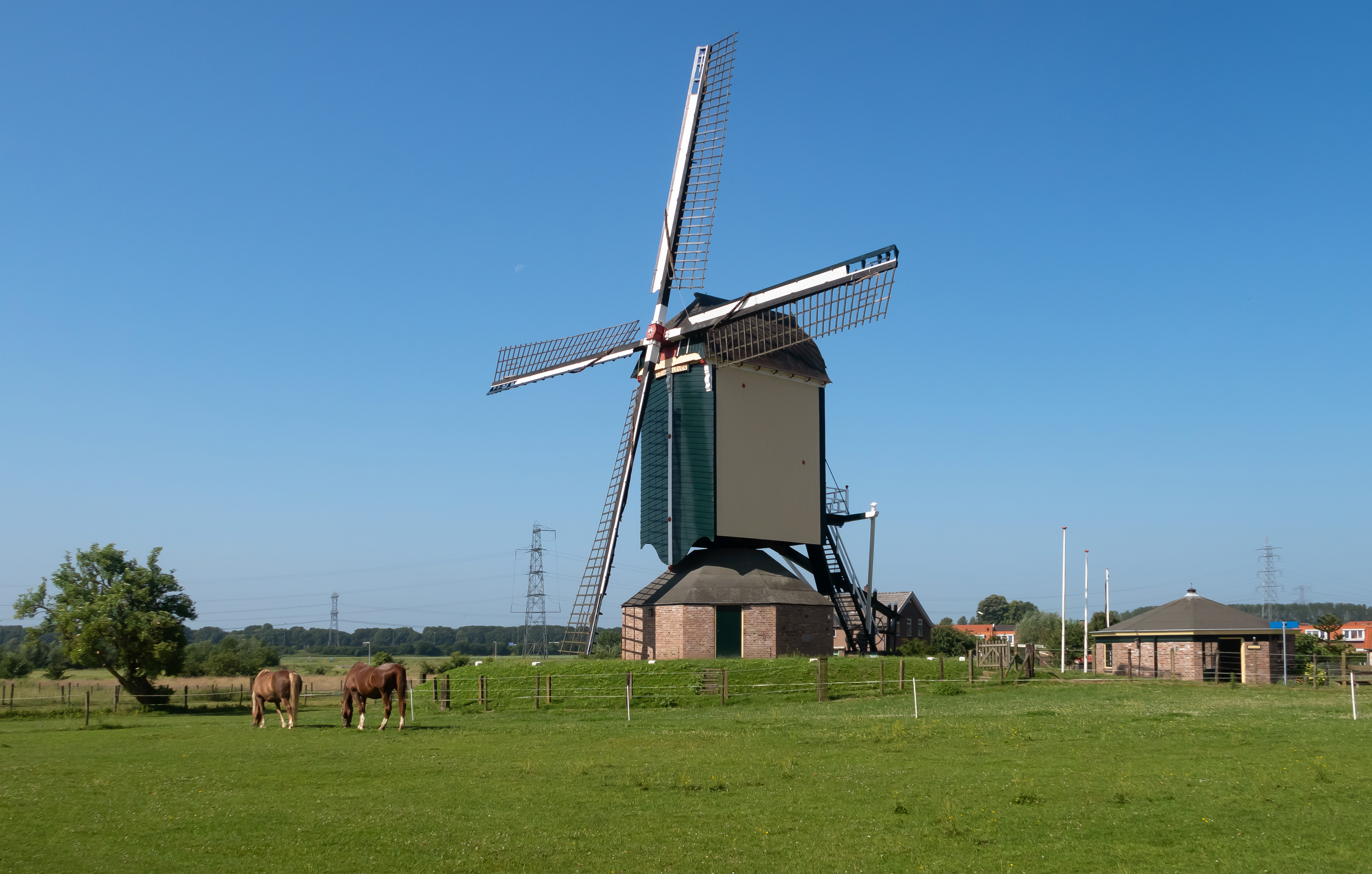
Valburg, Mühle: molen Nieuw Leven
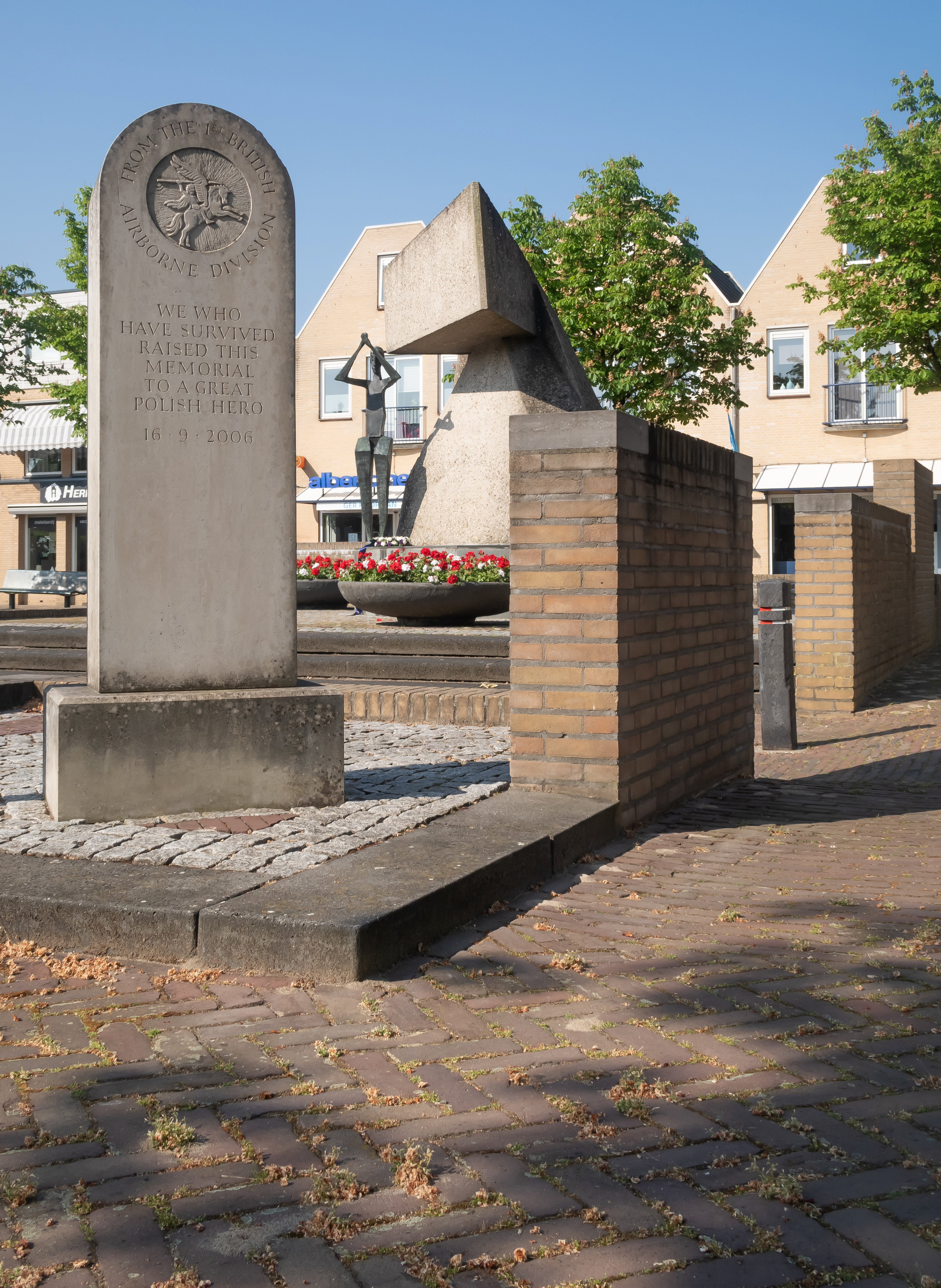
Driel, das Polenmonument
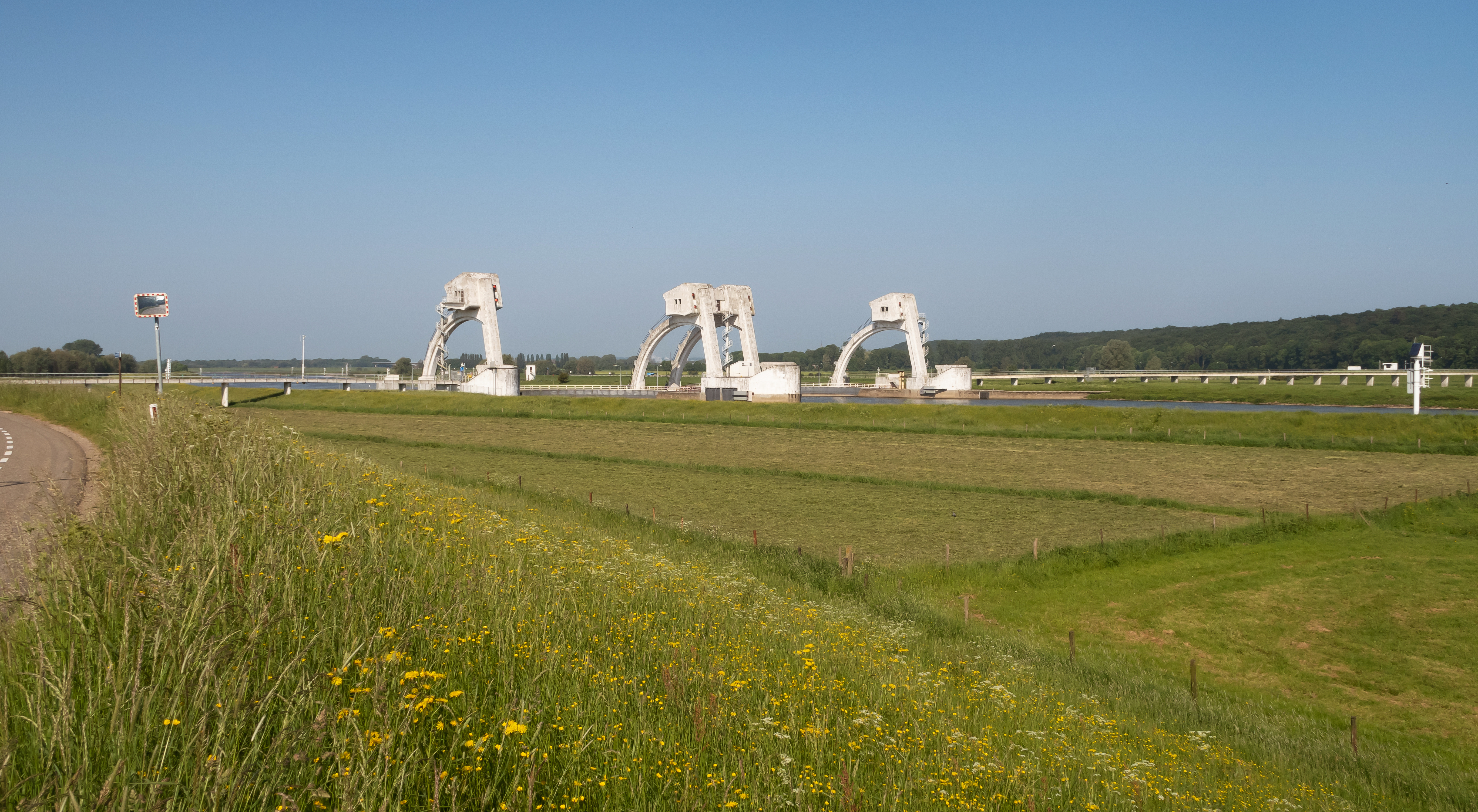
Driel, Wasserbau: der Drielse Stuwdam
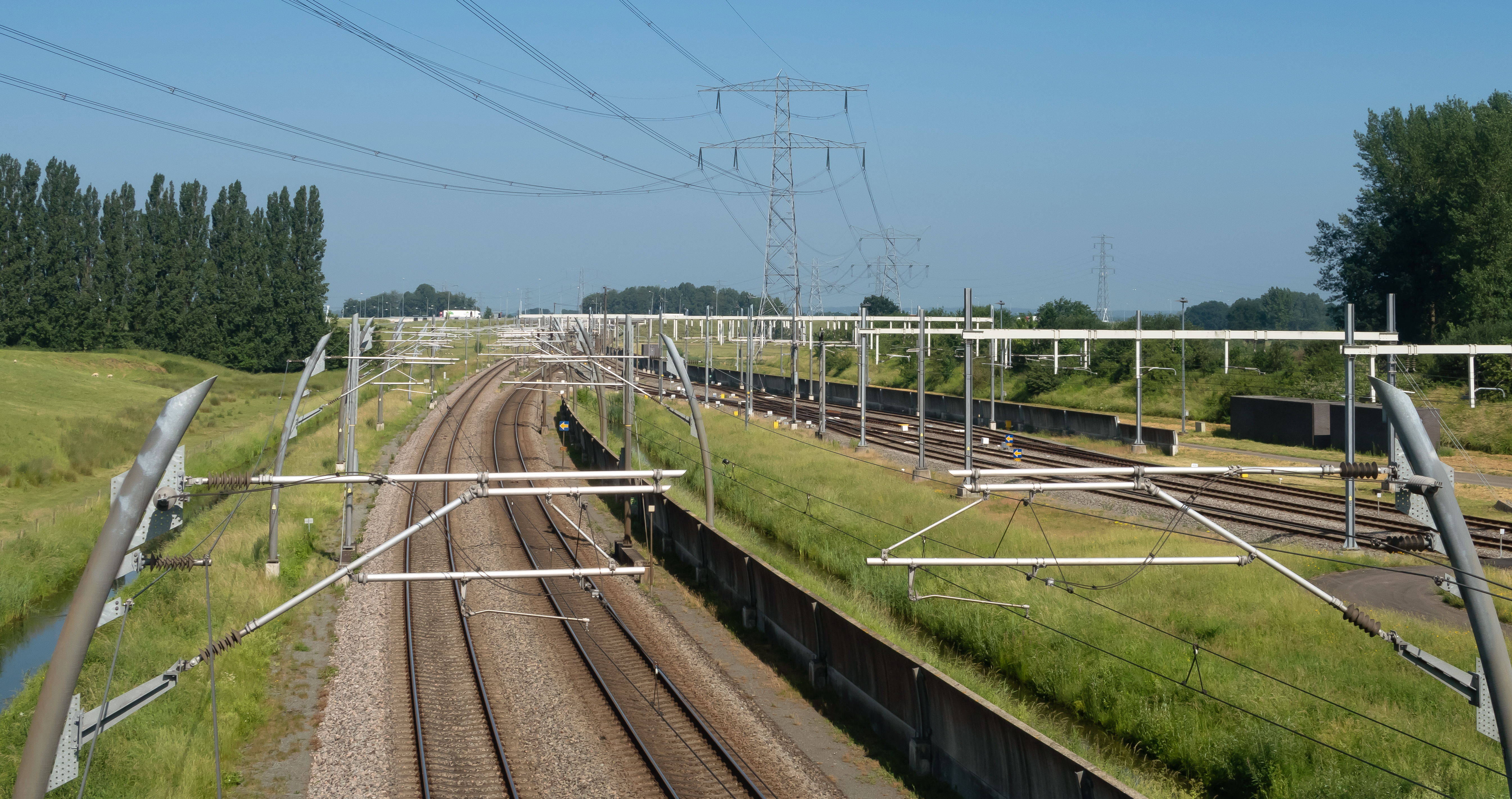
Valburg, die Betuweroute vom Eisenbahnviadukt
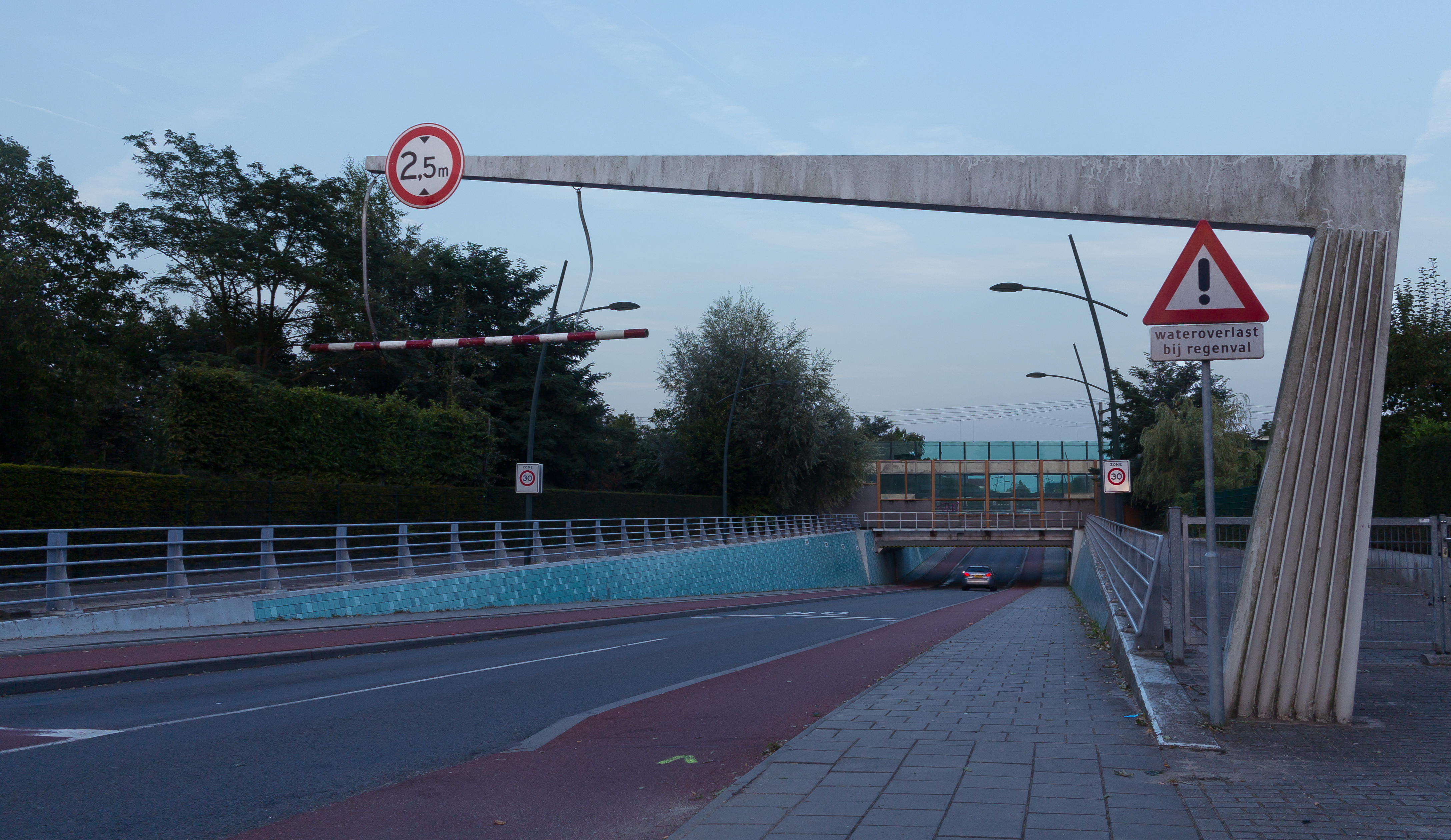
Elst, Eisenbahnüberführung für Autos
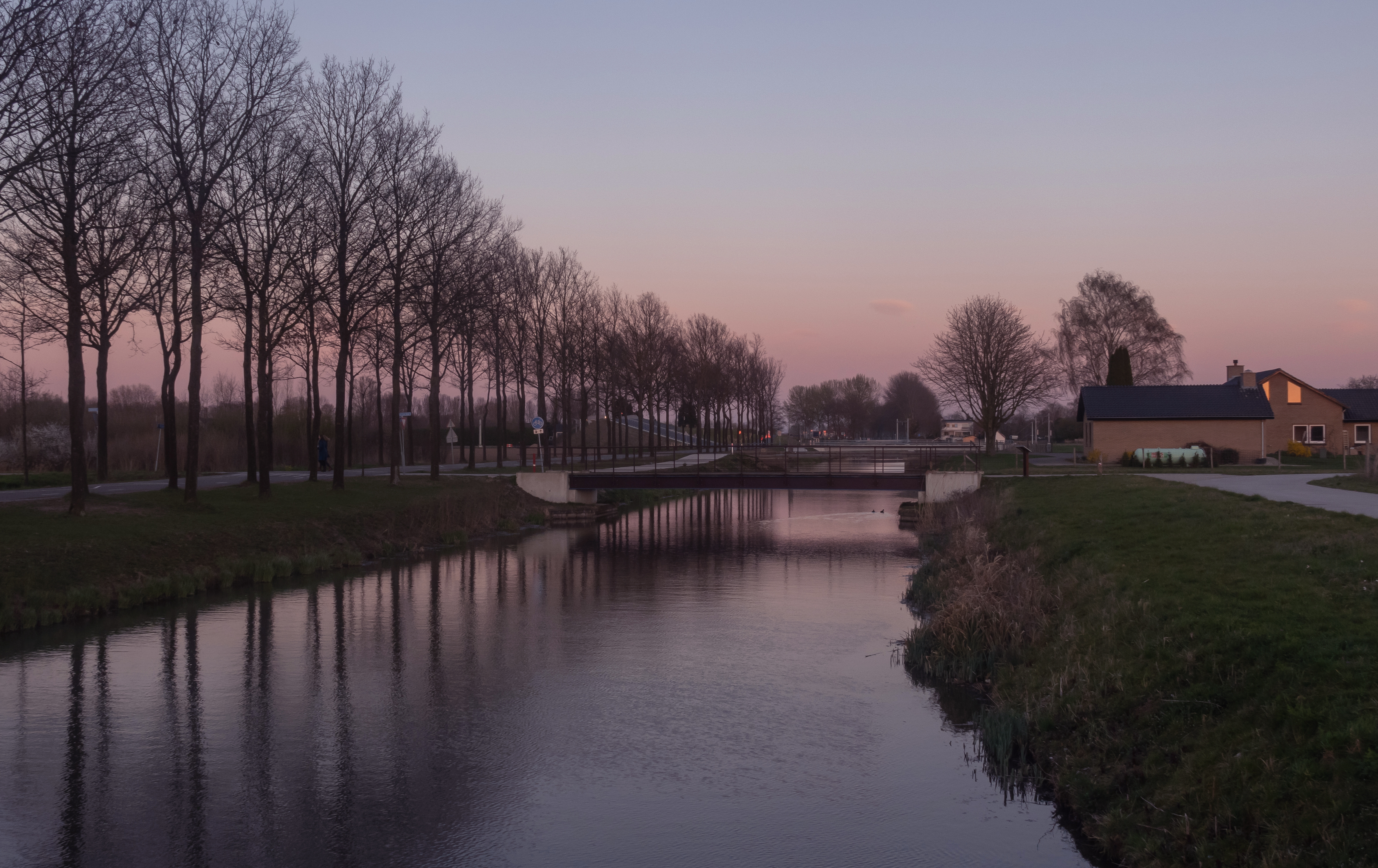
Elst, die Linge am Viadukt über die Eisenbahn
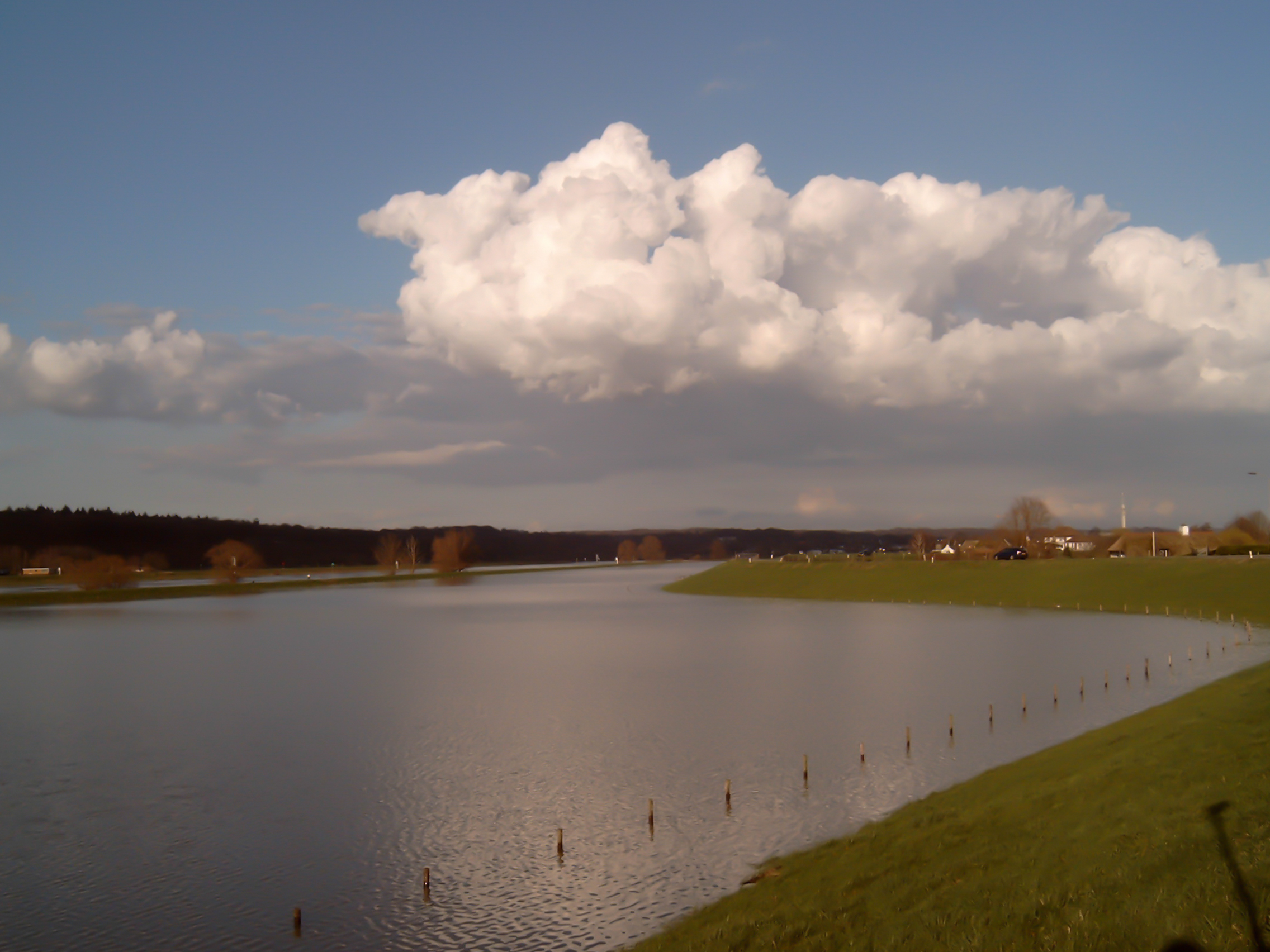
Driel am Rhein
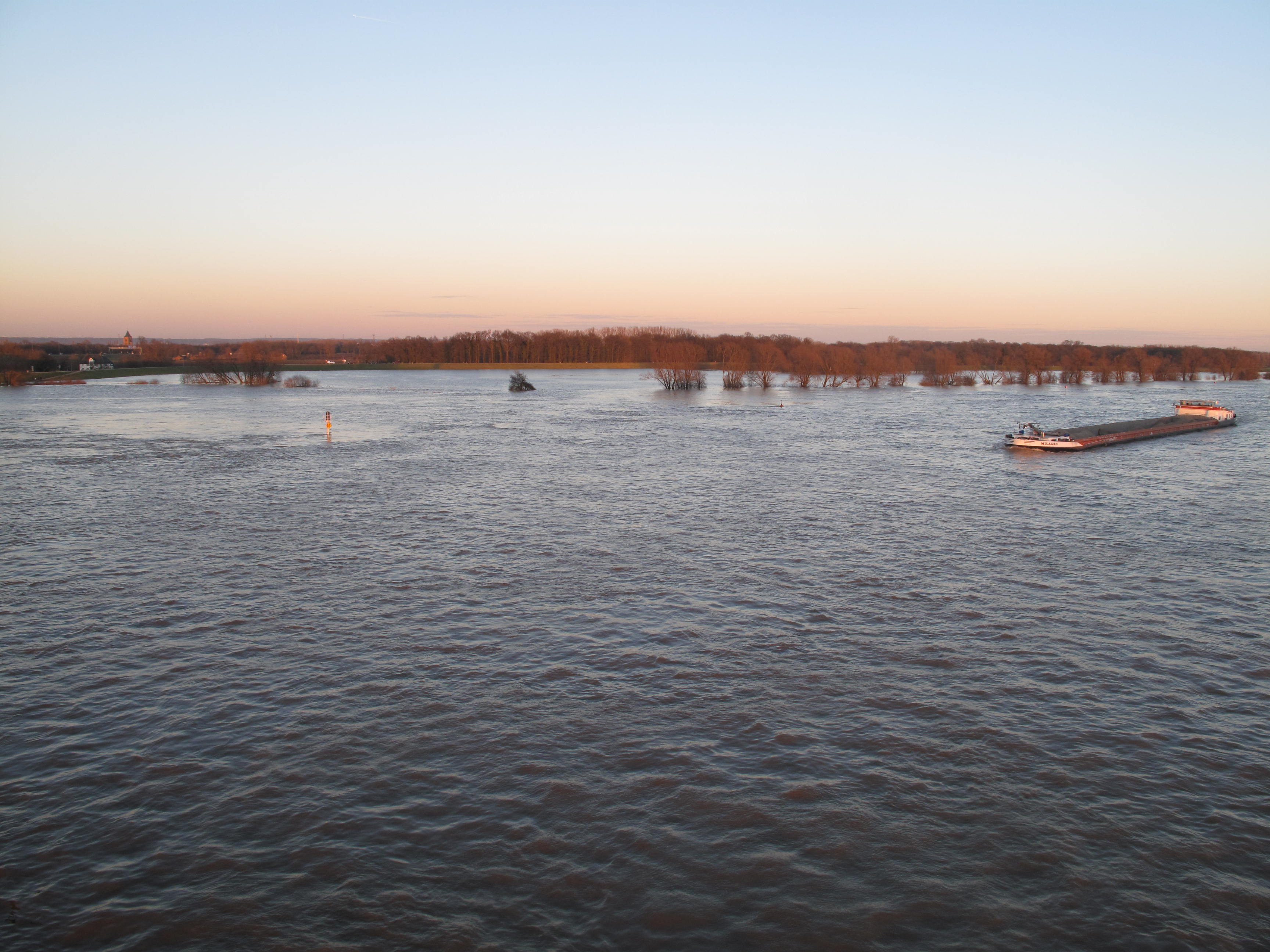
bei Herveld, Fluss: de Waal
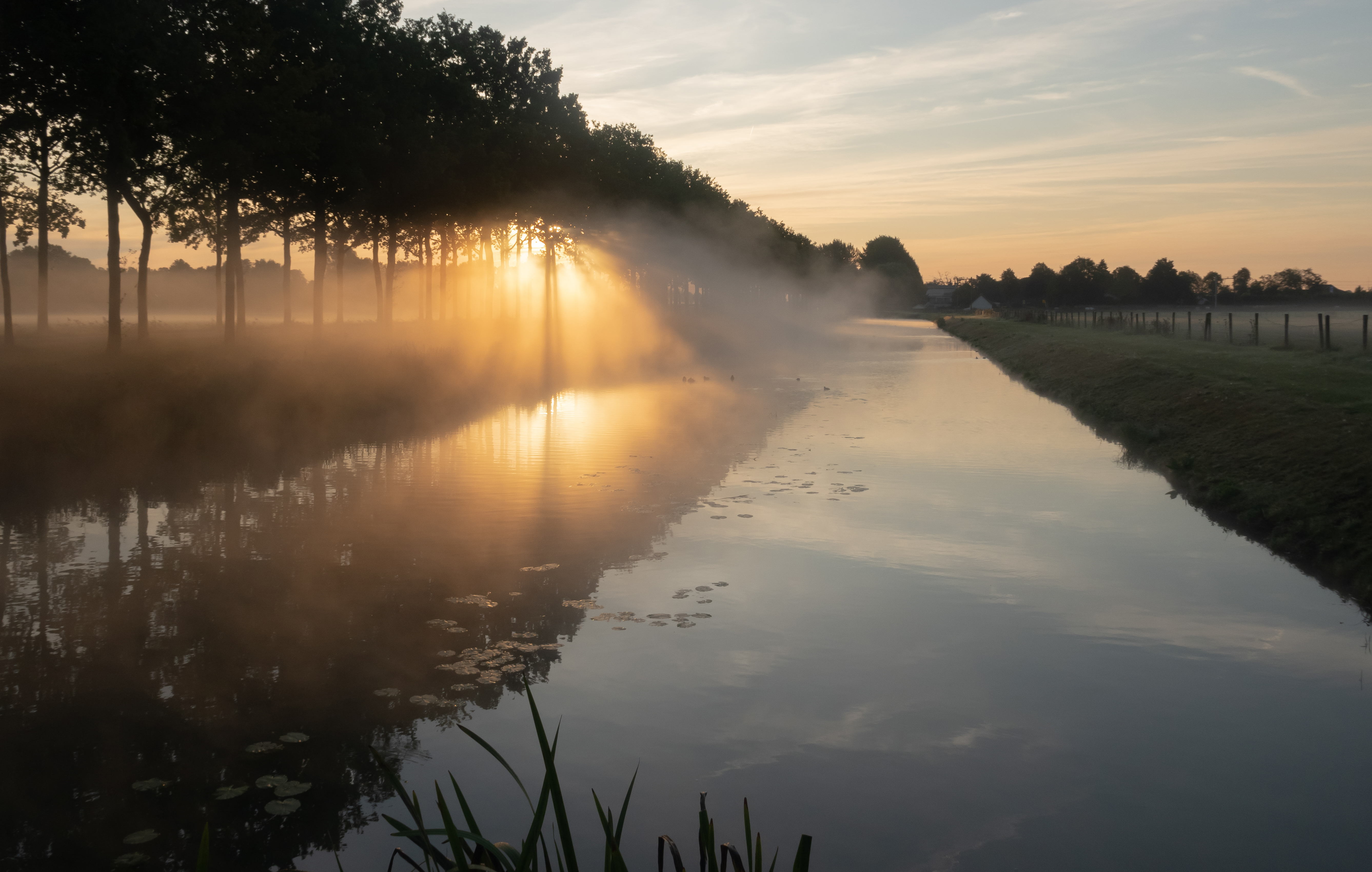
Elst, die Linge beim 1e Weteringswal
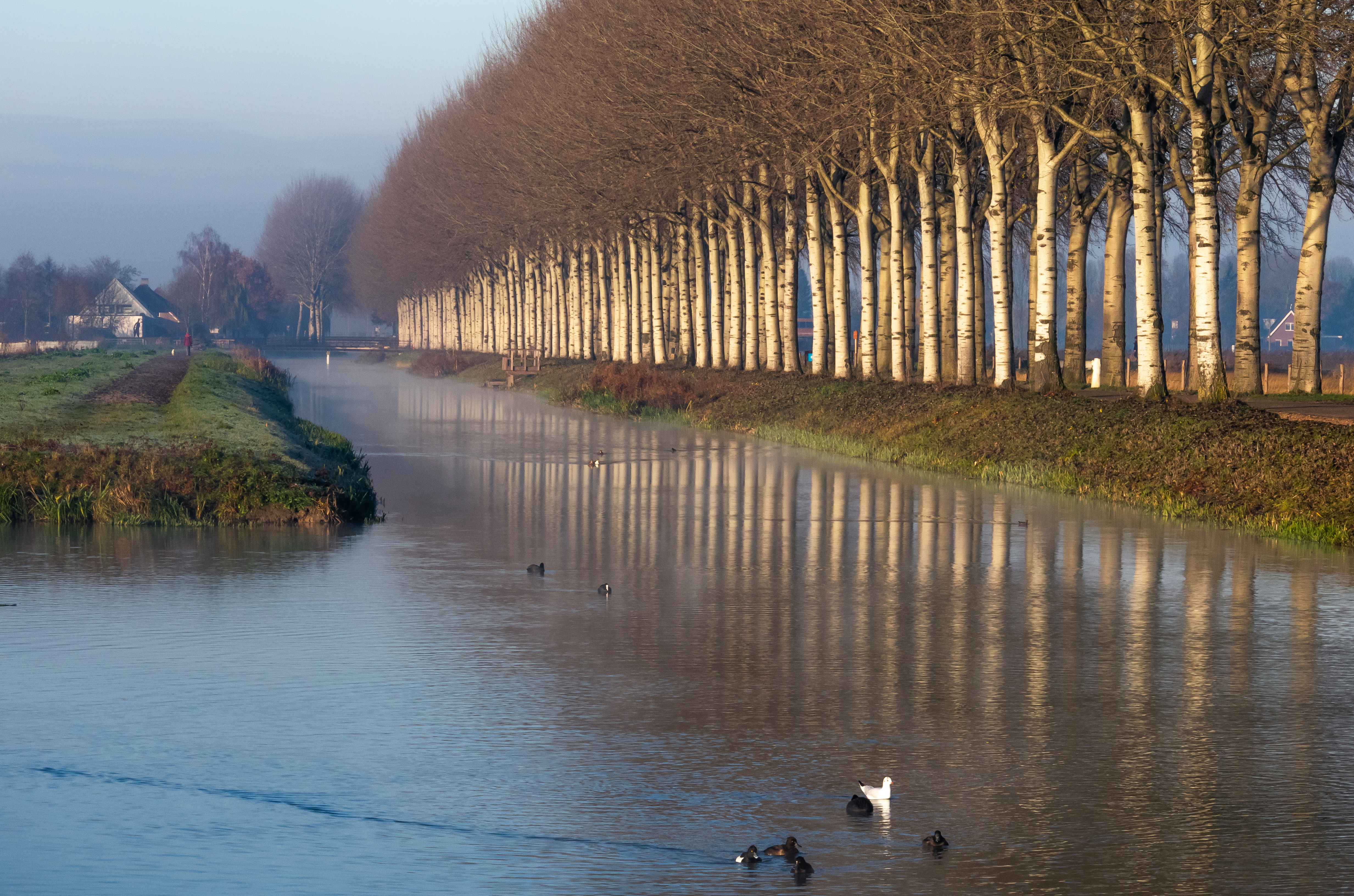
bei Elst, die Linge am Morgen des Herbstes

## Persönlichkeiten
- Sofie van Rooijen (* 2002), Radrennfahrerin